# Ptilinopus hyogastrus
Bồ câu ăn quả đầu xám (Ptilinopus hyogastrus) là một loài chim trong họ Bồ câu.
Nó là loài đặc hữu của Indonesia. Môi trường sống tự nhiên của chúng là rừng đất thấp ẩm nhiệt đới hoặc cận nhiệt đới.